# Jekaterina Selenkina
Jekaterina Selenkina (russisch Екатерина Селенкина, international Ekaterina Selenkina; * 1. Oktober 1992 in Sankt Petersburg) ist eine russische Regisseurin.

## Leben
Jekaterina Selenkina wurde am 1. Oktober 1992 in Sankt Petersburg geboren. Sie studierte an der Moskauer Schule für Neues Kino und dem California Institute of the Arts.
Jekaterina arbeitet derzeit als Redakteurin für die Online-Zeitschrift Beda. Sie ist Mitglied des Filmkollektivs Bahía Colectiva sowie Mitbegründerin und Co-Kuratorin von Adrift Residency.
Jekaterina Selenkina beteiligte sich mit einer Kunstaktion an den Protesten gegen den Russischen Überfall auf die Ukraine. Mit einer Blut beschmutzten Puppe fuhr sie kreuz und quer mit der Metro durch Moskau, um so ihren russischen Mitbürgern die Gräuel des Krieges näher zu bringen. Sie begründete im Netzportal „Mediazona“ diese Aktion folgendermaßen: „Wenn ich mit einem Baby in einer blutigen Windel die U-Bahn betrete, versuche ich, zufällige Passanten mit dem Unerträglichen und Unvorstellbaren zu konfrontieren.“ Der drohenden Festnahme konnte sie sich durch die Flucht ins Ausland entziehen.
Jekatarina Selenkina lebt heute in Berlin.

## Werk
Mit ihrem Film Detours, bei dem sie Regie führte, für Drehbuch und Schnitt verantwortlich war, nahm sie an den Internationalen Filmfestspielen von Venedig 2021 teil.
Für ihren Spielfilm Figures in the urban landscape erhielt das Drehbuch- und Projektentwicklungsstipendium des Hubert Bals Fund. Für ihre Arbeit erhielt sie zudem den Bright Future Award des Hubert Bals Fund des Rotterdam International Film Festival, den Eurimages Lab Project Award beim Les Arcs Film Festival, einen Sonderpreis bei den Internationalen Filmfestspielen von Venedig, den Preis für den besten Film beim Camden International Film Festival und bei FILMADRID sowie den Best Nationaler Film beim New Holland Island International Debut Film Festival. Ihre Filme wurden auf der Internationalen Woche der Filmkritik Venedig, der Viennale, dem Barbican Centre, FICUNAM, Jeonju IFF, Thessaloniki IFF, IndieLisboa, Garage Museum of Modern Art, Camerimage, Berlin Critics’ Week, REDCAT, Rencontres Internationales Paris/Berlin, Image Forum gezeigt , Beldocs, Marienbad IFF, UNDERDOX IFF, unter vielen anderen gezeigt.
Regie führte sie in den Filmen Detour (2021), dort auch Drehbuch, Schnitt und Produktion; Recollection of a walk through Los Angeles (2019); Fossil Falls (2019), dort auch Drehbuch, und Storage (2017), dort auch Drehbuch, Produktion und Schnitt.